# Abu Zenima
Abu Zenima (arabisch أبو زنيمة; hebräisch אבו זנימה) ist eine ägyptische Stadt am Golf von Suez im Südwesten der Sinai-Halbinsel 120 km südlich von Suez. Sie gehört zum Regierungsbezirk Süd-Sinai und liegt an der Straße, die von Suez bis nach El Tor führt. Zur Stadt Abu Zenima gehören die zwei kleineren Siedlungen Grendel und Ramla.

## Geschichte
Die Region des heutigen Abu Zenima war seit dem Neolithikum von Menschen bewohnt, wie Siedlungsspuren und Gräberfelder am nahen Berg von Khasat Al-Tarf beweisen. Seit Mitte des 4. vorchristlichen Jahrtausends wurde am Berg Samra im Südwesten der Stadt Kupferbergbau betrieben. Das Pharaonenreich sicherte sich spätestens unter Sahure (Fünfte Dynastie) im 24. Jh. v. Chr. darüber die Kontrolle. Der Hafen wurde angelegt, über den vor allem Türkis und Kupfer nach Ägypten verschifft wurden. Nahe bei Abu Zenima finden sich die bedeutenden Tempelanlagen von Serabit el-Chadim, die unter Pharaonen der Zwölften Dynastie im 20. Jh. v. Chr. zu Ehren Hathors errichtet wurden.
Auf dem felsigen Plateau des Berges Makabir finden sich Siedlungsspuren aus der Zeit der Nabatäer und der Herrschaft von Byzanz. Im Gefolge der arabischen Landnahme im 7. Jh. etablierte sich der Beduinenstamm der Aleiqats in der Region um Abu Zenima.
Zum ersten Mal eroberte Israel Abu Zanima während des Sinai-Krieges 1956 und gab mit dem Abzug der israelische Armee aus Sinai und Gaza (1956–1957) die Kontrolle darüber an Ägypten zurück. Während der Besetzung des Sinai durch die IDF im Sechstagekrieg kam Abu Zanima ein zweites Mal unter israelische Kontrolle. Die israelische Marine richtete einen Ankerpunkt für die im Golf von Suez operierenden Schiffen ein. בין גלימ
1971 richtete Israel in Abu Zanima ein Internierungslager ein, in das Familienangehörige gesuchter Terroristen aus dem Gazastreifen deportiert wurden. Das Lager wurde nach weniger als einem Jahr geschlossen. Abu Zanima blieb unter israelischer Herrschaft, bis in Folge des Interimsabkommens zwischen Israel und Ägypten der Sinai ab 1975 sukzessive zurückgegeben wurde, was mit dem Friedensvertrag zwischen Israel und Ägypten 1979 seinen Abschluss fand.

## Wirtschaft

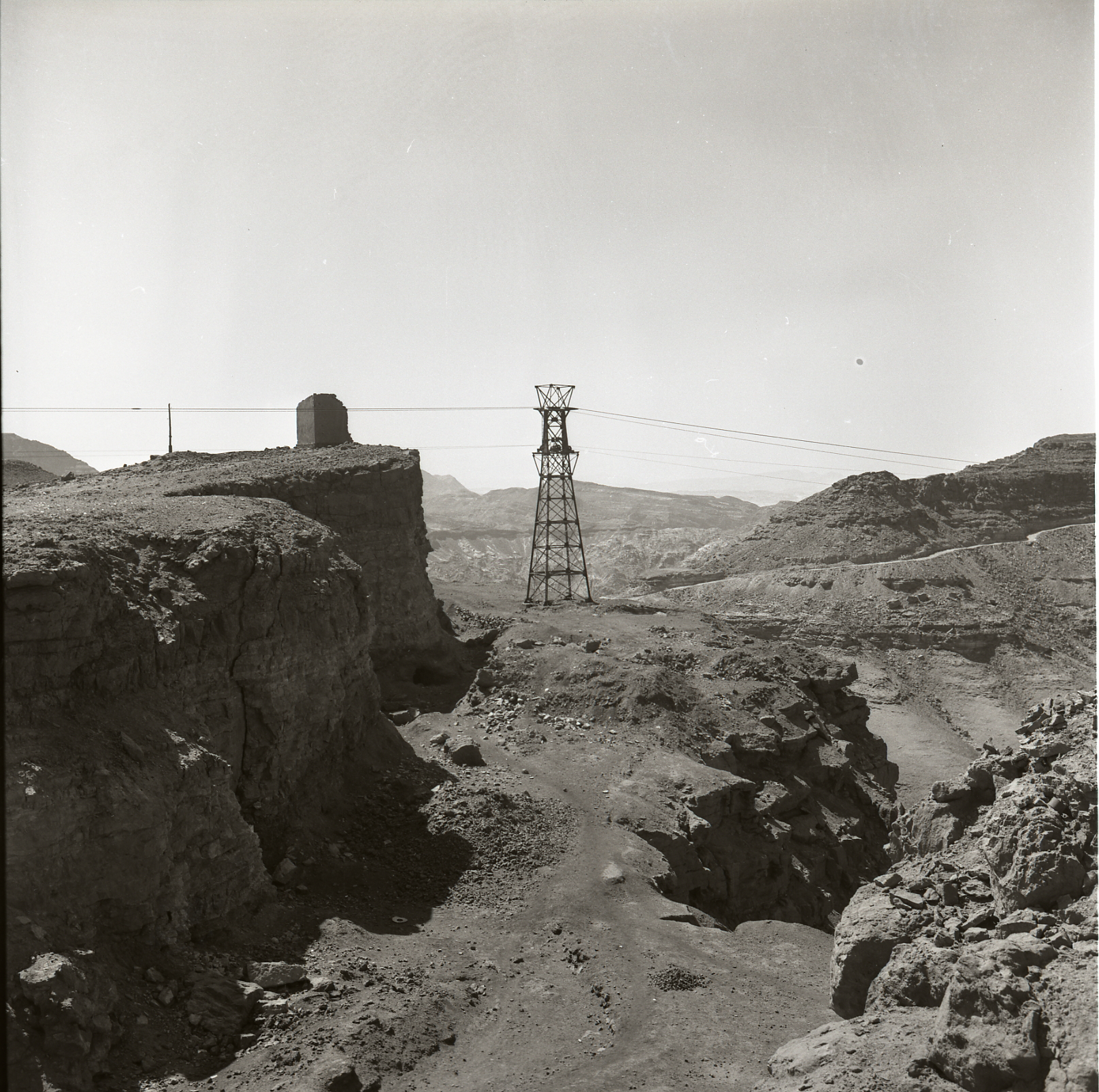
Die Mangan-Minen von Umm Bugma, Aufnahme aus den 1960er Jahren

Die Bewohner Abu Zanimas in Steinbrüchen und Minen und den verarbeitenden Gips- und Ferromangan; die Mangan-Mine in Umm Bugama, die 1967 300.000 Tonnen pro Jahr produzierte, erlebt derzeit unter einer gestiegenen Nachfrage eine Renaissance. Der Hafen handelt neben den Metallprodukten Gips, Kaolin, Glassand und Rotsand. Neben der traditionellen Landwirtschaft vor allem in der wasserreichen Region Grendel gewann in den letzten Jahren der Tourismus eine zunehmende Bedeutung.

## Sehenswürdigkeiten

### Serabit el-Chadim

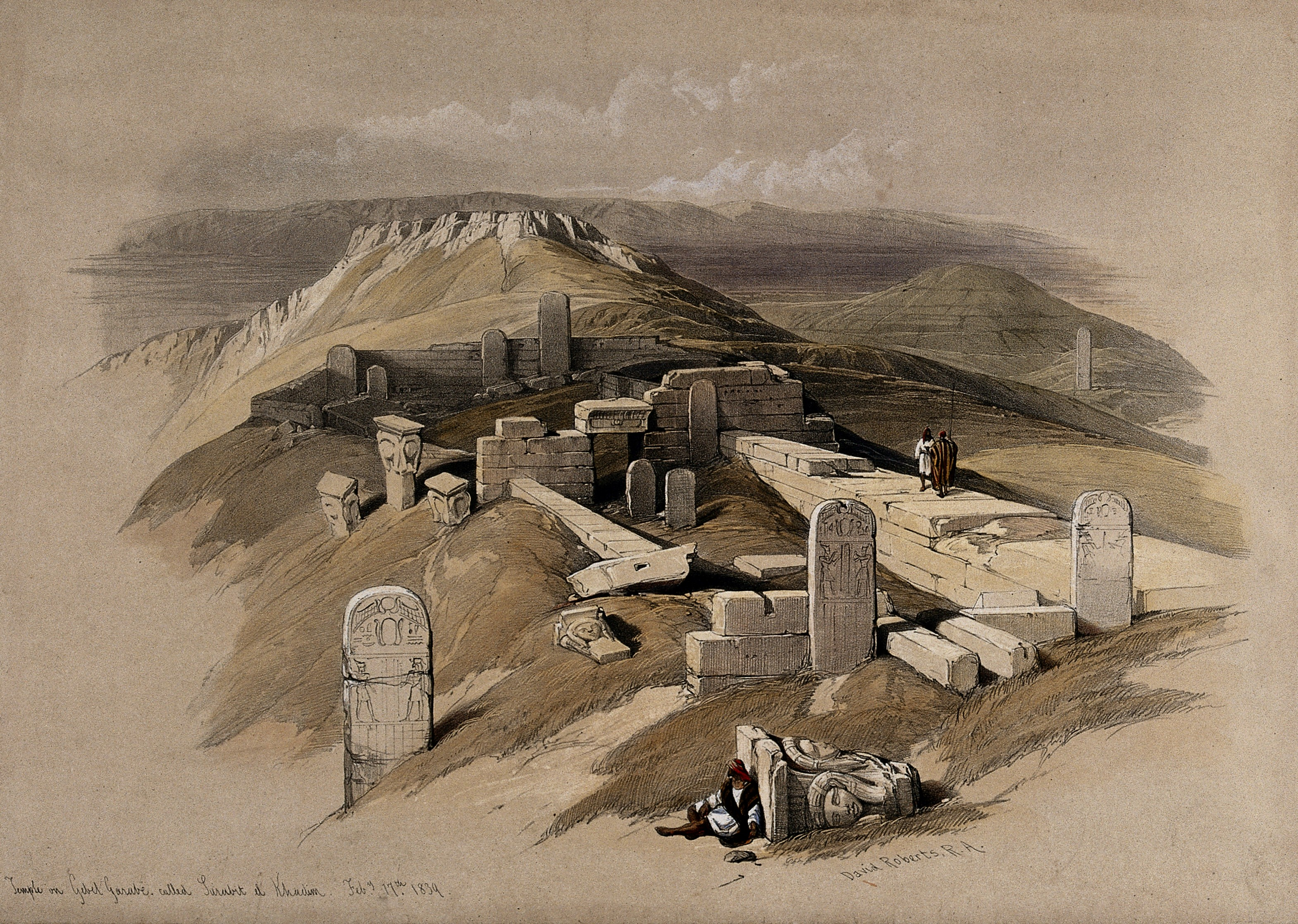
Die Ruinen von Serabit el-Chadim auf einer Lithographie von 1849

Die Tempelanlage von Serabit el-Chadim wurde unter der gemeinsamen Herrschaft der Pharaos Amenemhet I. und seines Sohnes Senusret I. (Zwölften Dynastie) in der ersten Hälfte des 20. vorchristlichen Jahrhunderts erbaut, als auf der Sinaihalbinsel vermehrt nach Gold und Türkis gesucht wurde.

### Tal des Grendel
Das in der Nähe Abu Zenimas mündende Tal des Grendel ist durch seinen Wasserreichtum geprägt. Es gibt viele Oasen, Wildvögel und Wüstentiere. Das Tal erstreckt sich über eine Länge von 75 bis 85 km und zeichnet sich durch eine dichte Vegetation aus, die das ganze Jahr über aus natürlichen Quellen gespeist wird. In dem Tal entstanden Beduinen-Touristenresorts, von denen aus mehrtägige Safaris durchgeführt werden.

### Wadi Nasib
Der Wadi Nasib enthält riesige Haufen Schlacke aus dem Kupferguss, geschätzt etwa 100.000 Tonnen, die in der Pharaonenzeit als entstanden sind. In dieser Region fanden sich Inschriften in Protosinaitischer Schrift, auch Inschriften aus der Zeit der Ramessidenzeit (um 1200 v. Chr.) sowie Artefakte aus der Nabatäerzeit.

## Klima
Das Köppen-Klima-Klassifikationssystem ordnet das Klima von Abu Zenima als heißes Wüstenklima (Bwh) ein, wie Ägypten insgesamt.
|                        | Jan  | Feb  | Mär  | Apr  | Mai  | Jun  | Jul  | Aug  | Sep  | Okt  | Nov  | Dez  |   |      |
| Mittl. Temperatur (°C) | 14   | 14,9 | 17,5 | 21,2 | 24,8 | 27,5 | 28,6 | 28,8 | 26,7 | 23,8 | 19,9 | 15,7 | ⌀ | 22   |
| Mittl. Tagesmax. (°C)  | 19,8 | 21   | 23,7 | 27,8 | 31,6 | 33,9 | 34,7 | 34,9 | 32,2 | 29,6 | 25,8 | 21,4 | ⌀ | 28,1 |
| Mittl. Tagesmin. (°C)  | 8,2  | 8,8  | 11,4 | 14,7 | 18,1 | 21,1 | 22,1 | 22,6 | 21,3 | 18,1 | 14   | 10   | ⌀ | 15,9 |
|                        |      |      |      |      |      |      |      |      |      |      |      |      |   |      |
| Niederschlag (mm)      | 1    | 2    | 1    | 1    | 0    | 0    | 0    | 0    | 0    | 0    | 1    | 3    | Σ | 9    |

| 8,2 |

| 8,8 |

| 11,4 |

| 14,7 |

| 18,1 |

| 21,1 |

| 22,1 |

| 22,6 |

| 21,3 |

| 18,1 |

| 14 |

| 10 |

| 8,2 |

| 8,8 |

| 11,4 |

| 14,7 |

| 18,1 |

| 21,1 |

| 22,1 |

| 22,6 |

| 21,3 |

| 18,1 |

| 14 |

| 10 |

| N i e d e r s c h l a g | 1   | 2   | 1   | 1   | 0   | 0   | 0   | 0   | 0   | 0   | 1   | 3   |
|                         | Jan | Feb | Mär | Apr | Mai | Jun | Jul | Aug | Sep | Okt | Nov | Dez |